# Luci Emili Buca el Vell
Luci Emili Buca (en llatí: Lucius Aemilius Buca), al que fa referència Quint Asconi Pedià, sembla que va ser qüestor sota Sul·la. Va encunyar una moneda per commemorar el somni que Sul·la va tenir quan estava aproximant-se a Roma des de Nola, l'any 83 aC. Aquest somni l'explica Plutarc. A l'anvers s'hi veu el cap de Venus, i una inscripció que diu «L. BVCA». Al revers un home dormint, al que se li li apareixen Diana i Victòria.